# Så e' livet
"Så e' livet" är en sång från 1979 av den svenska rockgruppen Factory. Den utgör öppningsspåret på bandets debutalbum Factory (1979) och låg tre veckor på Svensktoppens tiondeplats mellan den 2 och 16 september 1979.